# Ucrania en los Juegos Olímpicos de Milán-Cortina d'Ampezzo 2026
Ucrania participará en los Juegos Olímpicos de Milán-Cortina d'Ampezzo 2026. Responsable del equipo olímpico es el Comité Olímpico Nacional de Ucrania.